# Vass Gábor
Vass Gábor (Kömlő, 1956. június 23. – Budapest, 2021. január 13.) magyar színész.

## Életpályája
Gyermekkorát Egerben töltötte, itt folytatta alap- és középfokú tanulmányait. A Színház- és Filmművészeti Főiskolát 1974 és 1978 között végezte el Várkonyi Zoltán legutolsó osztályának növendékeként. Diplomája megszerzése után egy évadot a szolnoki Szigligeti Színháznál töltött. 1979 és 1984 között a Szegedi Nemzeti Színházban játszott. Ezt követően tíz évig volt a Madách Színház tagja, ezután szabadúszó lett. Jellegzetes hangja miatt az egyik legtöbbet foglalkoztatott és sokoldalú szinkronhang volt.
2021. január 13-án koronavírus okozta betegségben hunyt el.

## Főbb színpadi szerepei
- Lennie – Egerek és emberek (John Steinbeck)
- Higgins – My Fair Lady, musical (Frederick Loewe)
  - Kép az előadásból (szkennelve)
- Oshira – Teaház az Augusztusi Holdhoz (John Patrick)
- Hohenstaufen Frigyes – Negyedik Henrik király (Füst Milán)
- Szoljonij – Három nővér (Anton Pavlovics Csehov)
- Móricz – Tercett (Forgách András)
  - Ma.hu cikke az előadásról
  - PannonTükör kritika (...némileg széttöredezve olvasható a dokumentum 91-96. lapján – Acrobat Reader szükséges)
- Galileo Galilei – Galilei (Németh László)
  - Bővebben az előadásról
- Kean – London királya, vagy Kean a színész (Dumas-Sartre)
  - Képek az előadásból (szkennelve)
- Tevje – Hegedűs a háztetőn, musical (Stein-Bock-Harnick)
  - Bővebben az előadásról
- Ephraim Cabot – Vágy a szilfák alatt (Eugene O’Neill)
  - Az előadás ismertetése
- Mate Bukara – Paraszthamlet (Ivo Brešan)
  - Az előadás ismertetése
  - Kép az előadásból (amatőr fotó)[halott link]
  - Híradás a kőszegi vendégelőadásról
- Fáskerti, Laura apja – Laura, musical (Horváth Károly)
  - Bővebben az előadásról
  - A Heti Válasz kritikája[halott link]
- Muffat gróf – Nana (Nagy András)
  - Az előadás ismertetése
  - Az előadás képanyaga[halott link]
- Christan – Cyrano de Bergerac (Edmond Rostand)
  - Kép az előadásból Archiválva 2007. október 12-i dátummal a Wayback Machine-ben
  - Részlet az előadásból
- Cornwall – Lear király (William Shakespeare)
  - Részlet az előadásból
- Várj, míg sötét lesz (Frederick Knott)
  - Kép az előadásból, 1986 (szkennelve)
- Szelim pasa – Szöktetés a szerájból (Wolfgang Amadeus Mozart)

Színpadi munkái mellett számos tévéjátékban, filmben és televíziós sorozatban szerepelt, illetve gyakran hallható szinkron- és narrátori szerepekben. Számtalan TV- és mozifigurának kölcsönözte jellegzetes hangját.

## Fontosabb tv- és mozifilmszerepei
- Solom mester – Bánk bán (1987) – Rövid részlet a filmből
- Gyerekrablás a Palánk utcában (1985)
- Fekete gyémántok (1976) – Fotó a filmből[halott link]
- Első tiszt – Negyedik Henrik király (1980) – Rövid részlet a filmből

## Tévésorozatokban alakított szerepei
- Csuday hadnagy – Nyolc évszak
- Vitéz – Szomszédok – Részletek a sorozatból
- Kristóf Zoltán – Komédiások – Kép a sorozatból (szkennelve)
- Farkas százados – Kisváros

## Szinkronszerepei
- Gordon Jackson (MacDonald "felderítő") – A nagy szökés
- Michael Lonsdale (Hugo Drax) – Moonraker – Holdkelte
- Anthony Heald (Frederick Chilton) – A vörös sárkány
- Jared Harris (Ulysses S. Grant tábornok) – Lincoln
- Michael Gothard (George Lusk) – Hasfelmetsző Jack
- Robert DoQui (Warren Reed őrmester) – Robotzsaru 2.
- Robert Forster (Jason Magida nyomozó) – BTK – Vadászat a sorozatgyilkosra
- Vondie Curtis-Hall (Miller) – Még drágább az életed
- Mel Johnson Jr. (Benny) – Total Recall – Az emlékmás
- Idris Elba (Augustin Muganza) – Április Ruandában
- Andrew Divoff (Dzsinn / Nathaniel Demerest) – Halálmester
- Tim Curry (Sötétség) – Legenda
- Nick Nolte (Oliver ezredes) – Hotel Ruanda
- Ron Perlman (Koulikov) – Ellenség a kapuknál
- Ron Perlman (Felson) – Boszorkányvadászat
- Delroy Lindo (Roland Castlebeck nyomozó) – Tolvajtempó
- Al Lettieri (Virgil Sollozzo) – A Keresztapa
- Mike Moroff (Jack Romero) – Bosszúvágy 4. – Véres leszámolás
- Michael Parks (Tommy O'Shea) – Bosszúvágy 5. – Bosszú a kedvesemért
- Joe Morton (Miles Bennett Dyson) – Terminátor 2. – Az ítélet napja
- Clint Eastwood (Harry Callahan) – Az igazságosztó
- Frankie Faison (Barney Matthews) – Hannibal
- Sylvester Stallone (John Rambo) – Rambo III.
- Anatoliy Kotenyov (Kamenev főhadnagy) – Ameddig a lábam bírja
- Arnold Schwarzenegger (Ben Richards) – A menekülő ember
- Bruce Willis (John McClane) – Drágán add az életed!
- Frank Wolff (Bill San Antonio) – Isten megbocsát, én nem (3. szinkronváltozat)
- Forest Whitaker – Philadelphiai zsaru és Az utca királyai
- Robert De Niro – A misszió
- Rutger Hauer (Harley Stone) – Őrült Stone, avagy 2008 a patkány éve
- Samuel L. Jackson (Nick Fury) – A Vasember, Vasember 2., Bosszúállók, Amerika Kapitány: A tél katonája, Bosszúállók: Ultron kora, Bosszúállók: Végtelen háború, Pókember: Idegenben
- Sebastian, a rák – A kis hableány
- Dromo, a macska – Egérút
- Russell Crowe – Gladiátor
- Robert Beltran (Chakotay parancsnok) – Star Trek: Voyager
- Patrick Swayze (Sam Wheat) – Ghost
- Sean Connery – James Bond
- Michael Clarke Duncan (Attar) – A majmok bolygója (2001)
- Peter Bull – Dr. Strangelove
- Marlon Brando – Superman, Superman 2. (rendezői változat)
- Götz George (Horst Schimanski felügyelő) – Zabou (Schimanski kelepcében) (MTV féle szinkron)[5]
- Aslan[6] – Narnia
- Samuel L. Jackson (Richmond Valentine) – Kingsman: A titkos szolgálat
- Charles Dance (Gerry Stamford) – Ég és föld között
- Oroszlánkirály (2019) – Mufasa
- Rhett Butler (Clark Gable) – Elfújta a szél
- Scott Glenn (Alan Pangborn) – Castle Rock
- James Earl Jones (Darth Vader) – Star Wars: Skywalker kora
- Renzo Montagnani (Farés ezredes) – Jákob rabbi kalandjai
- Ferdy Mayne (Von Krolock gróf) – Vámpírok bálja
- Wolfgang Stumph (Udo Struutz) – Go Trabi Go
- Colin McFarlane (Loeb rendőrfőnök) – Batman: Kezdődik!
- Tommy Lister (Tetovált rab) – A sötét lovag

## Anime, rajzfilm és játék szinkronok
- A bűvös kard – Camelot nyomában – Ruber
- A dzsungel könyve (1989) – Balu
- A hercegnő és a béka – Facilier doktor
- A kincses bolygó – Scroop
- A kis hableány – Sebastian
- A Skatenini és az arany dűnék – Aureus
- A Pókember elképesztő kalandjai – Drakula
- Akira (film) – Sikisima ezredes
- Az időjárási lámpák és a titokzatos sziget – Fuscus
- Balto – Balto
- Batman: A bátor és a vakmerő – Aquaman
- Bleach – Dordonii Alessandro Del Soccachio
- Boci és Pipi – Paprika
- Bosszúállók újra együtt – Nick Fury
- Chrono Crusade – Ricardo Hendrick (3–4. epizód)
- Csizmás kandúr – Óriás
- D, a vámpírvadász – Vérszomj – Nolt
- Dragon Ball GT – Yi Sin Long
- Égenjárók – Amstrong ügynök
- Én kicsi pónim: Varázslatos barátság – a nagy piros sárkány
- Én vagyok Menyus – Paprika
- Family Guy – Jerome (1. hang)
- Futurama – Enciklopod
- Ghost in the Shell – Batou
- Gonosz Con Carne – Hector Con Carne
- Gumball csodálatos világa – Tina Rex (1. évad)
- Hattyúhercegnő – Uzsgyi – Steven Wright
- Hódító hódok – Norbert
- Kalandra fel! – Csupaszív Ricardio
- League of Legends – Jax, Kassadin, Shen
- Lilo és Stitch – A csillagkutya – Gantu
- III. Lupin: Cagliostro kastélya (film) – Cagliostro
- Mosolyogj és menj! és a két égő pezsgő – Meganó
- Naruto – Jiraiya
- Pokémon – Oak professzor (2. hang)
- Star Wars: A klónok háborúja – Pong Krell (2. hang)
- Tokiói keresztapák – Tintás
- Transformers: Prime – Silas
- Trinity Blood – Vér és kereszt – Alphonso d’Este érsek (9–10. epizód)
- Villámmacskák (televíziós sorozat, 2011) – Mumm-Ra
- Uhu és pajtásai – Lámpás
- Crysis: Warhead – Michael "Psycho" Sykes magyarhangja
- Micky Egér – Pete
- Mr. Bean – Mr. Bean
- Tini titánok, harcra fel! – Gólkirály, Sárkány

## Sorozatbeli szinkronszerepei
- Csont nélkül – Michael Clarke Duncan – Leo Knox
- Diane védelmében – Delroy Lindo – Adrian Boseman
- Star Trek: Voyager – Robert Beltran – Chakotay
- T. J. Hooker (2. szinkron) – William Shatner – Thomas Jefferson Hooker
- Az Öreg – Jan Hendriks – Martin Brenner
- Tetthely 131., 138., 146., 159. – Götz George – Horst Schimanski felügyelő
- Álmodj velem! – Eloy Ganuza – Álvaro
- Titkos templom legendái – Olmec
- Szulejmán – V. Károly
- Grant kapitány gyermekei – Vlagyimir Gosztyuhin – Mac Nabbs őrnagy
- Csernobil – Mark Lewis Jones – Vlagyimir Pikalov vezérezredes

## Scooby-Doo

### Sorozat
- Scooby-Doo, merre vagy? – Don Messick – Scooby-Doo
- Scooby-Doo újabb kalandjai – Don Messick – Scooby-Doo
- A Scooby-Doo-show – Don Messick – Scooby-Doo (3. évad)
- Scooby-Doo Rajzfilmolimpia – Don Messick – Scooby-Doo (4 rész)
- Scooby-Doo és Scrappy-Doo – Don Messick – Scooby-Doo (első változat)
- Scooby-Doo és a 13 szellem – Don Messick – Scooby-Doo
- Mizújs, Scooby-Doo? – Frank Welker – Scooby-Doo (első változat)

### Film
- Scooby-Doo Hollywoodba megy – Don Messick – Scooby-Doo
- Scooby-Doo és a Boo bratyók – Don Messick – Scooby-Doo
- Scooby-Doo és a vonakodó farkasember – Don Messick – Scooby-Doo
- Scooby-Doo – A nagy csapat – Neil Fanning – Scooby-Doo
- Scooby-Doo 2. – Szörnyek póráz nélkül – Neil Fanning – Scooby-Doo
- Scooby-Doo! Az első rejtély – Frank Welker – Scooby-Doo
- Scooby-Doo és a tavi szörny átka – Frank Welker – Scooby-Doo
- Scooby-Doo és a Koboldkirály – Frank Welker – Scooby-Doo
- Scooby-Doo! Abrakadabra! – Frank Welker – Scooby-Doo
- Scooby-Doo! Rettegés a táborban – Frank Welker – Scooby-Doo
- Scooby-Doo és a fantoszaurusz rejtélye – Frank Welker – Scooby-Doo
- Scooby-Doo! Vámpírmusical – Frank Welker – Scooby-Doo
- Scooby-Doo a rivaldafényben – Frank Welker – Scooby-Doo
- Scooby-Doo: Kék Sólyom maszkja – Frank Welker – Scooby-Doo
- Scooby-Doo: Az operaház fantomjai – Frank Welker – Scooby-Doo